# Charles Chevalier

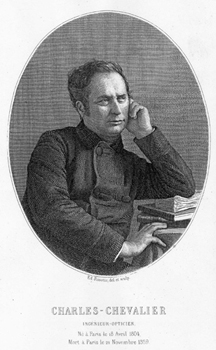
Charles Chevalier (1862)

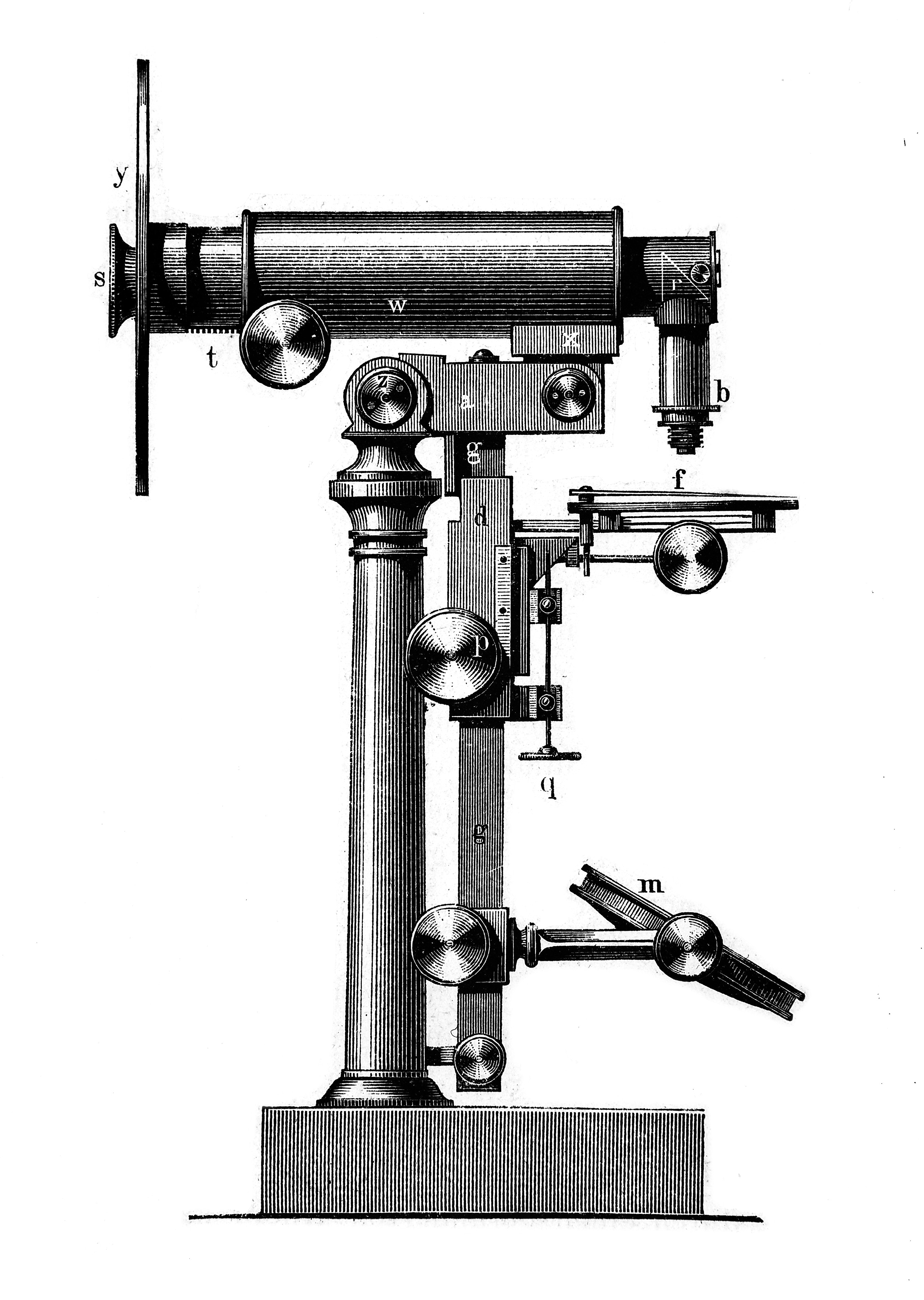
Horizontales Chevalier-Mikroskop aus den 1830er Jahren.

Charles Louis Chevalier (* 19. April 1804 in Paris; † 21. November 1859 ebenda) war ein französischer Optik-Ingenieur und Fotopionier.

## Leben
Chevalier war der Enkel des Optik-Ingenieurs Louis-Vincent Chevalier, der 1760 in Paris am Quai de l'Horloge die Maison Chevalier mit Werkstatt für optische Geräte gegründet hatte und insbesondere ein achromatisches Objektiv für Mikroskope entwickelte, und Sohn des Optik-Ingenieurs Vincent Chevalier. der die Maison Chevalier fortführte. Charles Chevalier wurde 1821 in die Firma aufgenommen. 1823 gingen so Vater und Sohn mit den achromatischen Objektiven als Erste auf den Markt. Auch verbesserten sie die Linsen für die Camera lucida, die in der Malerei angewendet wurde. 1825 erbat Nicéphore Niépce ihre Hilfe bei der Verbesserung seiner experimentellen Fotostudios. Nach einer Konstruktion von Giovanni Battista Amici baute Charles Chevalier zusammen mit M. Selligue eine Reihe von Horizontal-Mikroskopen, die 1834 auf der Pariser 8e Exposition des produits de l'industrie française mit einer Goldmedaille ausgezeichnet wurden.

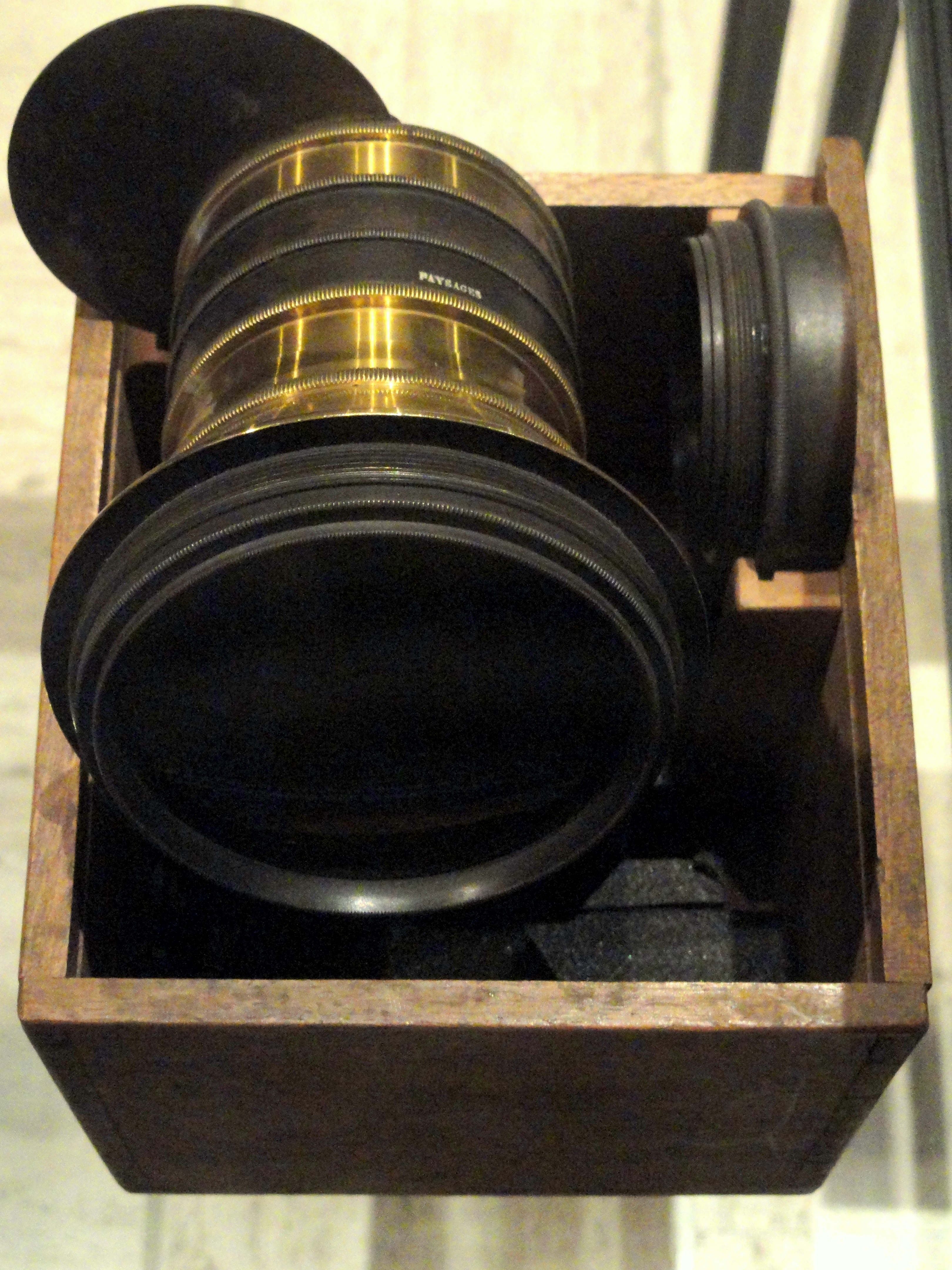
Objektiv von Charles Chevalier 1840 (Musée Nicéphore Niépce, Chalon-sur-Saône)

1831 trennte sich Charles Chevalier von seinem Vater und gründete seine eigene Werkstatt für den Bau von Mikroskopen in der Rue du Palais Royal mit Camille-Sébastien Nachet als Lehrling. 1834 konstruierte er das erste achromatische Mikroskop und führte Doppelobjektive für Teleskope ein. Die Daguerreotypie erweckte Chevaliers Interesse an der Fotografie. Um 1839 entwickelte er das erste Foto-Objektiv. 1841 richtete er eine entsprechende Werkstatt mit Alphonse Plumier als Lehrling ein und arbeitete an der Verbesserung des fotografischen Prozesses. Louis Daguerre bestellte bei ihm Objektive für seine eigenen Kameras. Nach dem Tode seines Vaters 1841 übernahm er die väterliche Firma. Die Werkstatt am Quai de l'Horloge übernahm Pierre-Ambroise Richebourg, der 10 Jahre lang bei Vincent Chevalier gelernt hatte. Auf der Pariser Industrieausstellung 1849 erhielt Charles Chevalier eine Goldmedaille für Daguerreotypien, die mit seinem Objektiv von Sergei Lewizki aufgenommen worden waren (Porträts, Gruppenaufnahmen, Landschaftsaufnahmen aus Pjatigorsk).
Charles Chevaliers Sohn Arthur Chevalier (1830–1874) wurde auch Optik-Ingenieur und führte die väterliche Firma fort, die dann 1889 geschlossen wurde.